# 卡普薩貝特
0°20′N 35°10′E / 0.333°N 35.167°E
卡普薩貝特，是肯尼亞的城鎮，位於該國西部，由裂谷省負責管轄，是南迪郡的首府，處於埃爾多雷特西南面40公里，海拔高度1980米，2009年人口86,803。